# 吉岡賢
吉岡 賢（よしおか まさる、1957年12月5日 - ）は、日本の実業家。広島県尾道市出身。血液型はA型。なお吉岡の「吉」の正確な表記は「」（「土」の下に「口」、つちよし）である。また、「賢」は「けん」ではなく「まさる」と読む。

## 経歴
北海道大学工学部卒業後、日本ビクターに入社。グループ公募によりビクター音楽産業（現在のビクターエンタテインメント）に音楽ディレクターとして移籍する。
1983年、ビクター音楽産業がインタラクティブ事業へ参入、ゲーム部門の発足と同時に転属となる。『女子大生交際図巻』や『ディレクター物語』など、独自の体験に基づくパソコンゲームを手がける。また、日本ファルコムの『イースI』、『イースII』をファミリーコンピュータへ移植しヒットさせている。押井守が企画・原作及び監督を担当した『サンサーラ・ナーガ』では、制作を統括。
ビクターがPCエンジンへ初参入する作品となった『魔境伝説』を皮切りに、CD-ROM2タイトルの『鏡の国のレジェンド』『ウルトラボックス』『マジカル・サウルス・ツアー』を世に送り出す。『マジカル・サウルス・ツアー』は自身が幼少期より愛する恐竜のCD-ROM図鑑で、150種類以上を収録。この作品ではグラフィックのリアリティを追求したものの、ドット絵による表現の限界を痛感する。折しもプレイステーション発売前夜であり、3DCG時代の到来を確信した吉岡はビクター音楽産業を退職し、ビジュアルサイエンス研究所 (VSL) に転職。1996年、VSLのCG技術を活用したゲーム開発会社としてポリゴンマジックが設立されることになり、2006年まで同社の代表取締役社長を務める。
2007年6月にタボットを創業、代表取締役社長に就任。